# Törökország a 2002. évi téli olimpiai játékokon
Törökország az egyesült államokbeli Salt Lake Cityben megrendezett 2002. évi téli olimpiai játékok egyik részt vevő nemzete volt. Az országot az olimpián 2 sportágban 3 sportoló képviselte, akik érmet nem szereztek.

## Alpesisí
Férfi
| Versenyző         | Versenyszám | 1. futam | 1. futam | 2. futam | 2. futam | Összesítés | Összesítés |
| Versenyző         | Versenyszám | Idő      | Hely.    | Idő      | Hely.    | Idő        | Helyezés   |
| ----------------- | ----------- | -------- | -------- | -------- | -------- | ---------- | ---------- |
| Atakan Alaftargil | Műlesiklás  | 1:03,10  | 48.      | 1:07,26  | 32.      | 2:10,36    | 32.        |

## Sífutás
Férfi
| Versenyző         | Versenyszám | Selejtező | Selejtező | Negyeddöntő | Negyeddöntő | Elődöntő | Elődöntő | B döntő | B döntő | Döntő         | Döntő         |
| Versenyző         | Versenyszám | Idő       | Hely.     | Idő         | Hely.       | Idő      | Hely.    | Idő     | Hely.   | Idő           | Helyezés      |
| ----------------- | ----------- | --------- | --------- | ----------- | ----------- | -------- | -------- | ------- | ------- | ------------- | ------------- |
| Sabahattin Oğlago | Sprint      | 3:18,24   | 61.       | kiesett     | kiesett     | kiesett  | kiesett  | kiesett | kiesett | kiesett       | 60.           |
| Sabahattin Oğlago | 30 km       |           |           |             |             |          |          |         |         | nem ért célba | nem ért célba |

Női
| Versenyző              | Versenyszám | Selejtező | Selejtező | Negyeddöntő | Negyeddöntő | Elődöntő | Elődöntő | B döntő | B döntő | Döntő   | Döntő    |
| Versenyző              | Versenyszám | Idő       | Hely.     | Idő         | Hely.       | Idő      | Hely.    | Idő     | Hely.   | Idő     | Helyezés |
| ---------------------- | ----------- | --------- | --------- | ----------- | ----------- | -------- | -------- | ------- | ------- | ------- | -------- |
| Kelime Aydın Çetinkaya | Sprint      | 4:00,50   | 56.       | kiesett     | kiesett     | kiesett  | kiesett  | kiesett | kiesett | kiesett | 56.      |

| Versenyző              | Versenyszám            | 5 km klasszikus | 5 km klasszikus | 5 km szabad | 5 km szabad | Helyezés |
| Versenyző              | Versenyszám            | Idő             | Hely.           | Időhátrány  | Idő         | Helyezés |
| ---------------------- | ---------------------- | --------------- | --------------- | ----------- | ----------- | -------- |
| Kelime Aydın Çetinkaya | 5 + 5 km üldözőverseny | 17:10,8         | 67.             | kiesett     | kiesett     | kiesett  |